# 美味紳助
『美味紳助』（おいしんすけ）は、テレビ朝日系列で2007年4月23日から同年9月10日まで毎週月曜 19:00 - 19:54に放送されていたバラエティ番組。島田紳助の冠番組である。

## 番組概要
この番組は元々2006年12月28日に18:30 - 20:54に特番で放送された「お腹が鳴る絶品グルメ 極旨クイズ!美味紳助」をレギュラー化したものである。
島田紳助が、ゲストと食にまつわるトークをするほか、どうすれば店が儲かるかなどビジネス事情にも迫る、スローフード志向番組。レギュラー放送前のスペシャルでの放送および初期のレギュラー放送では「全国名店の味　今食べたいのはこっち!」、「3分ごはんゴングショー!!」、「売り上げダービー」の3コーナーによって構成されていたが、5月21日の放送分以降は「売り上げダービー」または「カロリーダービー」のコーナーのみで1回の放送が構成されるようになった。
初回視聴率は8.6%（関東地区）、その後も裏番組の『関口宏の東京フレンドパークII』（TBSテレビ）・『ネプリーグ』（フジテレビ）に押され視聴率は一桁台が続いた（回によっては5%以下もあった）。

## 出演者
- 板長：島田紳助
- 看板娘：大木優紀（テレビ朝日アナウンサー）
- レギュラー：関ジャニ∞（横山裕・渋谷すばる・村上信五・丸山隆平・安田章大・錦戸亮・大倉忠義）
  - 週替わり。当初はペアだったが後に1人。
- 準レギュラー：アンタッチャブル（柴田英嗣・山崎弘也）

## コーナー
ダービーコーナー
- 3つ（4つのときもある）のチーム、店、商品が1日でどれだけ売れる、食べる、使うかを競うコーナー。途中で紳助がどれが1番になるかを予想し、ゲストも予想。紳助の予想は結構当たり、紳助予想に乗っかるゲストもいれば、あえて乗っからないゲストもいた。このコーナーは後にメイン企画となり、放送はほとんどがVTRであるため、VTR中にコメントをするゲストもいた。

| 放送日           | タイトル                    | 内容                                                              |
| ---------------- | --------------------------- | ----------------------------------------------------------------- |
| 4月23日          | 漁業時給ダービー            | 1日の水揚げ高から、一番時給の高い漁を競った。                     |
| 5月7日           | 有名人の店売り上げダービー  | 3人の有名人がそれぞれ1店舗を借り、1日の売り上げを競った           |
| 5月14日          | 物産展売り上げダービー      | 3つの物産展の商品の1日の売り上げを競った                          |
| 5月21日          | 有名人アフター5豪遊ダービー | 3人の芸能人が1晩でどれだけのお金を使うかを競った                  |
| 5月28日          | カロリーダービー            | 4人の芸能人と大食いタレントの1日の摂取カロリーを競った            |
| 6月11日（1つ目） | バイキングダービー          | 和食・イタリアン・中華料理の3店、各3種類、合計3種類の人気を競った |
| 6月11日（2つ目） | 屋台売り上げダービー        | 3つの人気屋台の1日の売り上げを競った                              |
| 6月18日          | チェーン店売り上げダービー  | 3つの人気チェーン店の1日の売り上げを競った                        |
| 6月25日（1つ目） | 漁業時給ダービー第2弾       | 3つの宮古諸島の伝統漁業の時給を卸値から競った                     |
| 6月25日（2つ目） | 有名人の店売り上げダービー  | 有名人が経営する飲食店の1日の売り上げを競った                     |
| 7月23日          | カロリーダービー第2弾       | 3人の女性アスリートと1人の女性芸能人の1日の摂取カロリーを競った   |
| 8月6日           | 24時間紳助フードキャンプ    | 4つのチームが24時間で何kgの量を食べるのかを競った                 |

全国名店の味 今食べたいのはこっち!
- ゲストのうち1人が2つ出てきた料理のうちどちらが今食べたいか決める。その選んだ料理と次に出てくる1つの料理とでどちらが食べたいかを選択。これを繰り返していき、最終的に何を食べたいかを決める。他のゲストはその選ぶゲストがどっちを選ぶかを予想していき、最後まで全部正解すれば、選んだゲストと一緒にその料理を食べられる。
- スペシャル放送時はディラン（なだぎ武）とキャサリン（友近）のロケハンVTRを見てどちらの店の料理が食べたいか決めていた。
- 5月14日放送分を最後にこのコーナーは放送されていない。

3分ごはんゴングショー
- 一般応募者が3分以内で出来るアイデア料理を実際にスタジオで3分以内で料理し、紳助とゲストに食べて感想を言ってもらうコーナー。
- 6月4日にこのコーナーを主として放送したのを最後に放送されていない。

## ネット局と放送時間
- 全編ローカルセールスのため、テレビ朝日以外の通常時同時ネット局でも、局の編成の都合で臨時に遅れネットまたは非ネットとする場合があった。

| 放送対象地域   | 放送局                       | 系列           | 放送日時           | ネット状況 |
| -------------- | ---------------------------- | -------------- | ------------------ | ---------- |
| 関東広域圏     | テレビ朝日（EX）             | テレビ朝日系列 | 月曜 19:00 - 19:54 | 【制作局】 |
| 北海道         | 北海道テレビ（HTB）          | テレビ朝日系列 | 月曜 19:00 - 19:54 | 同時ネット |
| 青森県         | 青森朝日放送（ABA）          | テレビ朝日系列 | 月曜 19:00 - 19:54 | 同時ネット |
| 岩手県         | 岩手朝日テレビ（IAT）        | テレビ朝日系列 | 月曜 19:00 - 19:54 | 同時ネット |
| 宮城県         | 東日本放送（KHB）            | テレビ朝日系列 | 月曜 19:00 - 19:54 | 同時ネット |
| 秋田県         | 秋田朝日放送（AAB）          | テレビ朝日系列 | 月曜 19:00 - 19:54 | 同時ネット |
| 山形県         | 山形テレビ（YTS）            | テレビ朝日系列 | 月曜 19:00 - 19:54 | 同時ネット |
| 福島県         | 福島放送（KFB）              | テレビ朝日系列 | 月曜 19:00 - 19:54 | 同時ネット |
| 新潟県         | 新潟テレビ21（UX）           | テレビ朝日系列 | 月曜 19:00 - 19:54 | 同時ネット |
| 長野県         | 長野朝日放送（abn）          | テレビ朝日系列 | 月曜 19:00 - 19:54 | 同時ネット |
| 静岡県         | 静岡朝日テレビ（SATV）       | テレビ朝日系列 | 月曜 19:00 - 19:54 | 同時ネット |
| 中京広域圏     | 名古屋テレビ（メ～テレ/NBN） | テレビ朝日系列 | 月曜 19:00 - 19:54 | 同時ネット |
| 石川県         | 北陸朝日放送（HAB）          | テレビ朝日系列 | 月曜 19:00 - 19:54 | 同時ネット |
| 近畿広域圏     | 朝日放送（ABC）              | テレビ朝日系列 | 月曜 19:00 - 19:54 | 同時ネット |
| 広島県         | 広島ホームテレビ（HOME）     | テレビ朝日系列 | 月曜 19:00 - 19:54 | 同時ネット |
| 山口県         | 山口朝日放送（yab）          | テレビ朝日系列 | 月曜 19:00 - 19:54 | 同時ネット |
| 香川県・岡山県 | 瀬戸内海放送（KSB）          | テレビ朝日系列 | 月曜 19:00 - 19:54 | 同時ネット |
| 愛媛県         | 愛媛朝日テレビ（eat）        | テレビ朝日系列 | 月曜 19:00 - 19:54 | 同時ネット |
| 福岡県         | 九州朝日放送（KBC）          | テレビ朝日系列 | 月曜 19:00 - 19:54 | 同時ネット |
| 長崎県         | 長崎文化放送（ncc）          | テレビ朝日系列 | 月曜 19:00 - 19:54 | 同時ネット |
| 熊本県         | 熊本朝日放送（KAB）          | テレビ朝日系列 | 月曜 19:00 - 19:54 | 同時ネット |
| 大分県         | 大分朝日放送（OAB）          | テレビ朝日系列 | 月曜 19:00 - 19:54 | 同時ネット |
| 鹿児島県       | 鹿児島放送（KKB）            | テレビ朝日系列 | 月曜 19:00 - 19:54 | 同時ネット |
| 沖縄県         | 琉球朝日放送（QAB）          | テレビ朝日系列 | 月曜 19:00 - 19:54 | 同時ネット |
| 富山県         | 富山テレビ（BBT）            | フジテレビ系列 | 土曜 14:00 - 14:55 | 遅れネット |
| 鳥取県・島根県 | 山陰放送（BSS）              | TBS系列        | 土曜 13:00 - 13:55 | 遅れネット |

## スタッフ
- 構成：福田雄一、北本かつら、興津豪乃、むらこし豪昭、政宗史子、一色秋三郎
- リサーチ協力：スコープ、フォーミュレーション、ビスポ
- TD：福元昭彦
- カメラ：有泉重正
- 音声：新井八月
- 映像調整：北原伸之
- 照明：弓削和幸
- 音効：加藤つよし（ランブルビー）
- 美術デザイン：井磧伸介
- 美術進行：金原典代、山本和記
- 大道具：松本寿久
- 小道具：長谷川剛
- 電飾：山中正喜
- モニター：小材剣吾
- 装置：藤江修平
- フードコーディネイト：尾身奈美枝
- メイク：段久美子
- CGタイトル：横井勝、形部まり子
- 編集：明官充（元 ビデオ・パック・ニッポン）
- MA：石塚亮
- ロケ技術：SWISH JAPAN
- TK：高橋由佳
- 編成：西村裕明、鈴木久裕
- 広報：中嶋哲也
- デスク：坂本あかり
- AP：中田智也、馬場淳之、大村絵美子、浅倉清美
- ディレクター：木戸隆文、内田拓志、青山速己、水野英明、大橋豪、中原嘉仁、大岩ユウヤ、小澤俊一、中野聡、船引貴史、
- 演出：高橋章良（エックスワン）
- プロデューサー：芦谷譲、林雄一郎、石田優子
- チーフプロデューサー：藤井智久
- 協力：東京オフラインセンター、IMAGICA、スピードクッキング
- 制作協力：コムクエスト、共同テレビジョン
- 制作著作：テレビ朝日

### 過去のスタッフ
- チーフディレクター：伊東寛晃
- AP：重松愛
- 編集：秋葉武弘（IMAGICA）
- MA：福島由幸（IMAGICA）
- 音効：西山知史（4-Legs）